# Pfarrkirche Freiland bei Deutschlandsberg

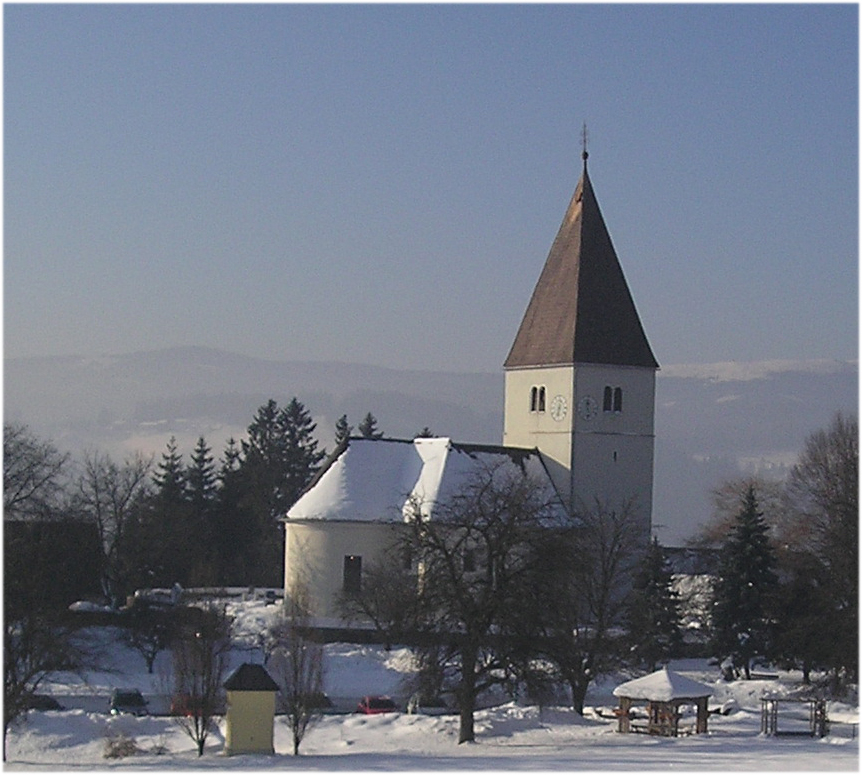
Kath. Pfarrkirche hl. Jakob in Freiland bei Deutschlandsberg

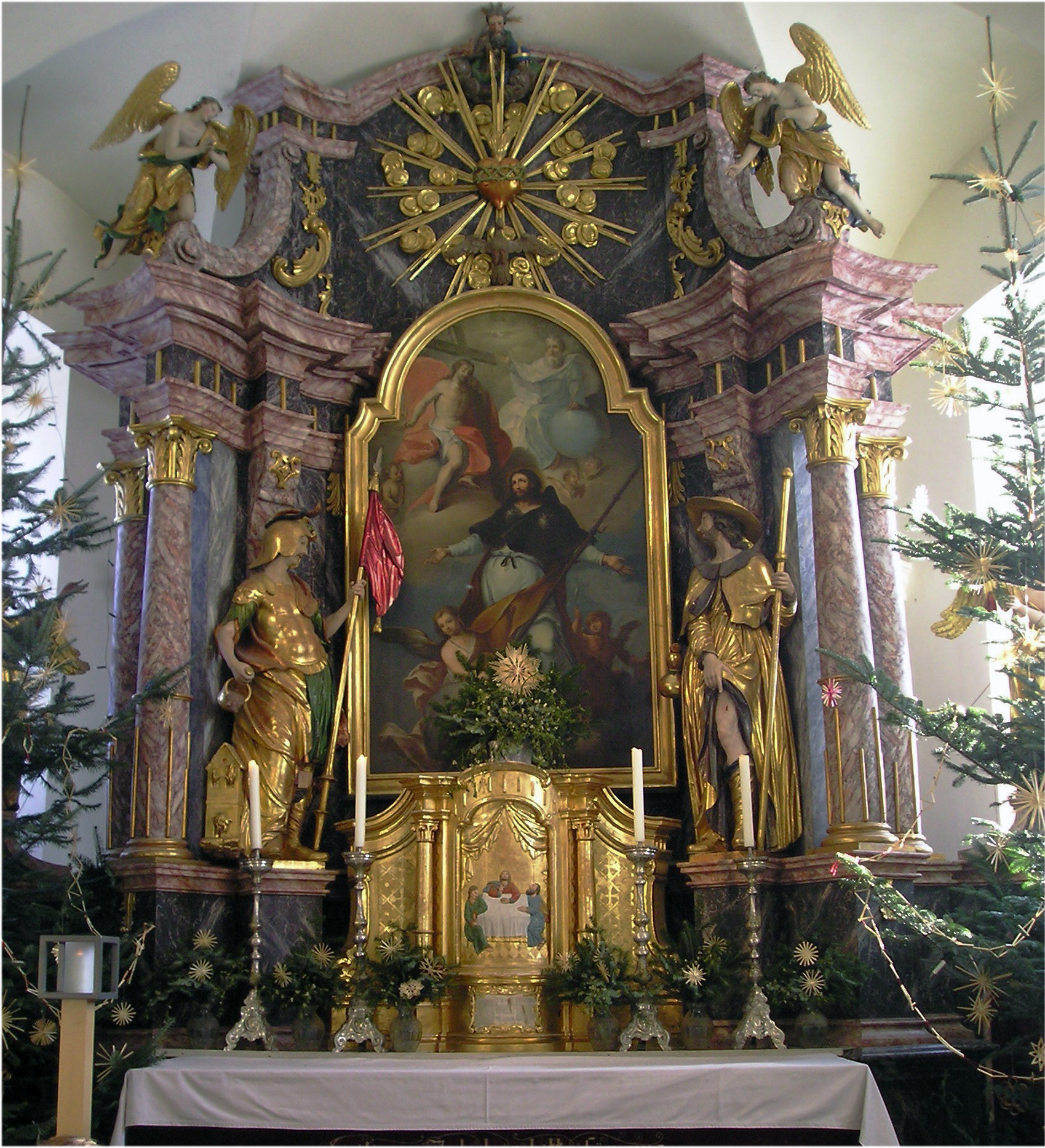
Hochaltar

Die römisch-katholische Pfarrkirche Freiland bei Deutschlandsberg steht im Ort Freiland bei Deutschlandsberg in der Stadtgemeinde Deutschlandsberg in der Weststeiermark. Die ursprünglich dem heiligen Leonhard von Limoges geweihte Kirche wurde im 16. Jahrhundert dem heiligen Jakobus dem Älteren geweiht und gehörte bis Ende August 2018 zum dann aufgelösten Dekanat Deutschlandsberg in der Diözese Graz-Seckau, seit Auflassung dieses Dekanates liegt sie im Seelsorgeraum Südweststeiermark. Die Kirche steht unter Denkmalschutz.

## Pfarrgeschichte
Die erste Kirchweihe, schon als Pfarre, ist 1188 erwähnt.
Bereits im Jahr 1203 wird die Pfarre in das Stift Admont inkorporiert. Bis 1244 gehört die Pfarre dem Erzbistum Salzburg an. Zwischen 1244 und 1786 gehört die Pfarre zur Diözese Lavant. 1786 wird die Pfarre der Diözese Graz-Seckau eingegliedert.
Ab 1805 bis 2018 gehörte die Pfarre zum Dekanat Deutschlandsberg. Während die Pfarre zur Vogtei des Benediktinerstifts Admont gehörte, fungierte die Propstei St. Martin bei Graz als Verwalter. 1893 wurde um die bis dahin als Filialkirche (Localie) von St. Jakob aus mitbetreute Kirche St. Oswald in Freiland eine eigenständige Pfarre errichtet.
Die Pfarre wurde 1981 vom Benediktinerstift Admont der Diözese Graz-Seckau übergeben. Kirchenrechtlich waren die leitenden Priester der Pfarre (ebenso wie jene in der Nachbarpfarre St. Oswald bis 1981) teilweise Pfarrvikare, also Stellvertreter eines Pfarrers, weil die Pfarre dem Stift Admont inkorporiert war und damit das Stift selbst als „Pfarrer“ galt. Rechtlich hatten diese Priester alle Rechte und Pflichten eines wirklichen Pfarrers.
Grundlage dafür war zuletzt Canon 471 des Codex Iuris Canonici‑CIC aus 1917. Der formale Unterschied wirkte sich in der Praxis nicht auf Ansehen und Funktionen der Priester aus, muss aber berücksichtigt werden, wenn ein Priester aus Freiland in Urkunden als Vikar bezeichnet wird. Es handelt sich nicht um Stellvertreter, sondern um den tatsächlichen Inhaber der Pfarrerfunktion. Seit den 1980er Jahren bildet die Pfarre gemeinsam mit der Stadtpfarrkirche Deutschlandsberg, der Pfarre St. Oswald ob Freiland und Osterwitz den Pfarrverband Deutschlandsberg.

## Geschichte der Kirche
1532 kommt es im Zuge der Türkeneinfälle zur weitgehenden Zerstörung der Kirche. In den beiden darauffolgenden Jahren erfolgt der Wiederaufbau. Am 24. Oktober 1534 weihte Philipp Renner als Koadjutor des Lavanter Bischofs Leonhard Peurl den neuen Friedhof und die Pfarrkirche, deren Patrone der Hl. Jakobus und der Hl. Leonhard waren. Weiters wurden drei Altäre geweiht:
- Der Hochaltar wurde den beiden Patronen der Kirche geweiht, wobei als Reliquien des Altares im Konsekrationsprotokoll neben jenen der Kirchenpatrone solche des Hl. Kreuzes, der Wiege und des Tisches des Herrn (lateinisch de cunabulis domini, de tabula domini) sowie des Johannes (Evangelist) und unbekannter Heiliger angegeben sind.
- Der (vom Eingang gesehen) linke Altar wurde der unbefleckten Jungfrau Maria geweiht. Als seine Reliquien sind Kleidung (vestimentum) der Hl. Maria und Reliquien des Hl. Alexander, des Hl. Eventius (Märtyrer im Gefolge des Hl. Alexander), des Hl. Theodor (eines früheren Patrons von Venedig), der Hl. Ursula mit deren Begleiterinnen (lateinisch et sodalibus), der Hl. Kunigunde und der (unbekannten) Jungfrau Vermeta.
- Der rechte Altar wurde allen Aposteln geweiht. Seine Reliquien sind jene der Apostel Petrus und Matthias, weiters des Hl. Blasius, des Hl. Pankratius und anderer Heiliger.

Eine Glockenweihe für die Pfarrkirche (als S.Jacobi in Saboth bezeichnet) ist am 17. Oktober 1637 in Groß St. Florian dokumentiert.
1657 erfolgt die Anschaffung des Marienaltars.
Nach der Zerstörung der Kirche durch einen verheerenden Brand im Jahr 1733 erfolgt im Jahr darauf eine neuerliche Wiederherstellung der Kirche unter Baumeister Josef Carlone. Eine weitere Weihe der Kirche erfolgte am 28. Oktober 1735.
Nach 1757 kommt es zur Anschaffung einer Orgel, die heute noch verwendet wird und die als schutzwürdiges Kulturgut deklariert ist.
Die Orgel wurde in der Barockzeit vermutlich als Positiv von Kaspar Mitterreither gebaut und später um ein Pedal erweitert. Die Orgel war früher in der Pfarrkirche Bad Gams aufgestellt, wann sie nach Freiland kam, ist unbekannt. Eine Restaurierung erfolgte 1960 durch Orgelbaumeister Krenn aus Graz, eine weitere 2014 durch die Orgelbaufirma Walter Vonbank in Murau. Die restaurierte Orgel wurde am 18. Jänner 2015 durch Bischof Egon Kapellari eingeweiht.
Nach einem Blitzschlag 1962 wurde die Kirche neuerlich renoviert.

## Ausstattung

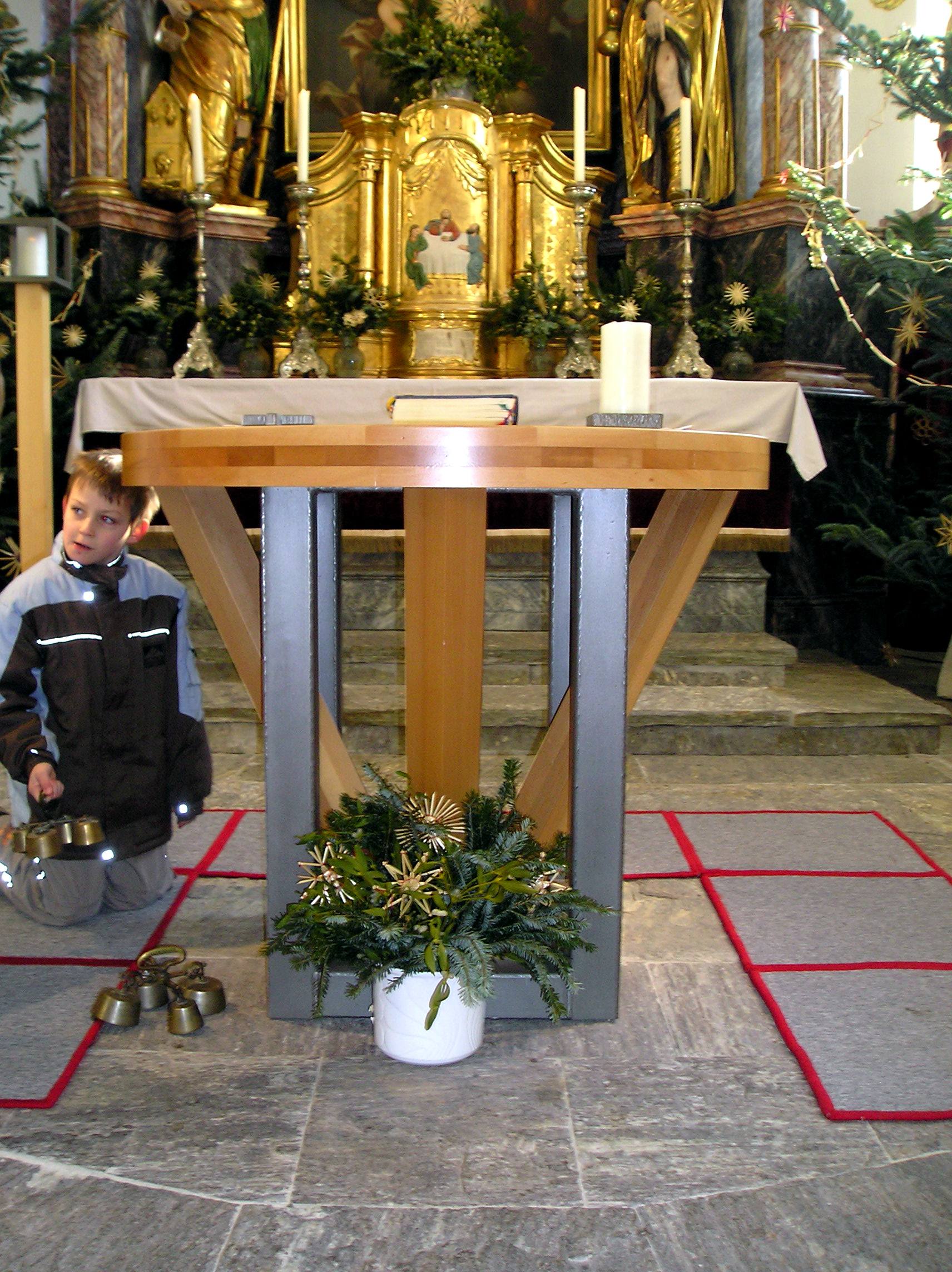
Volksaltar

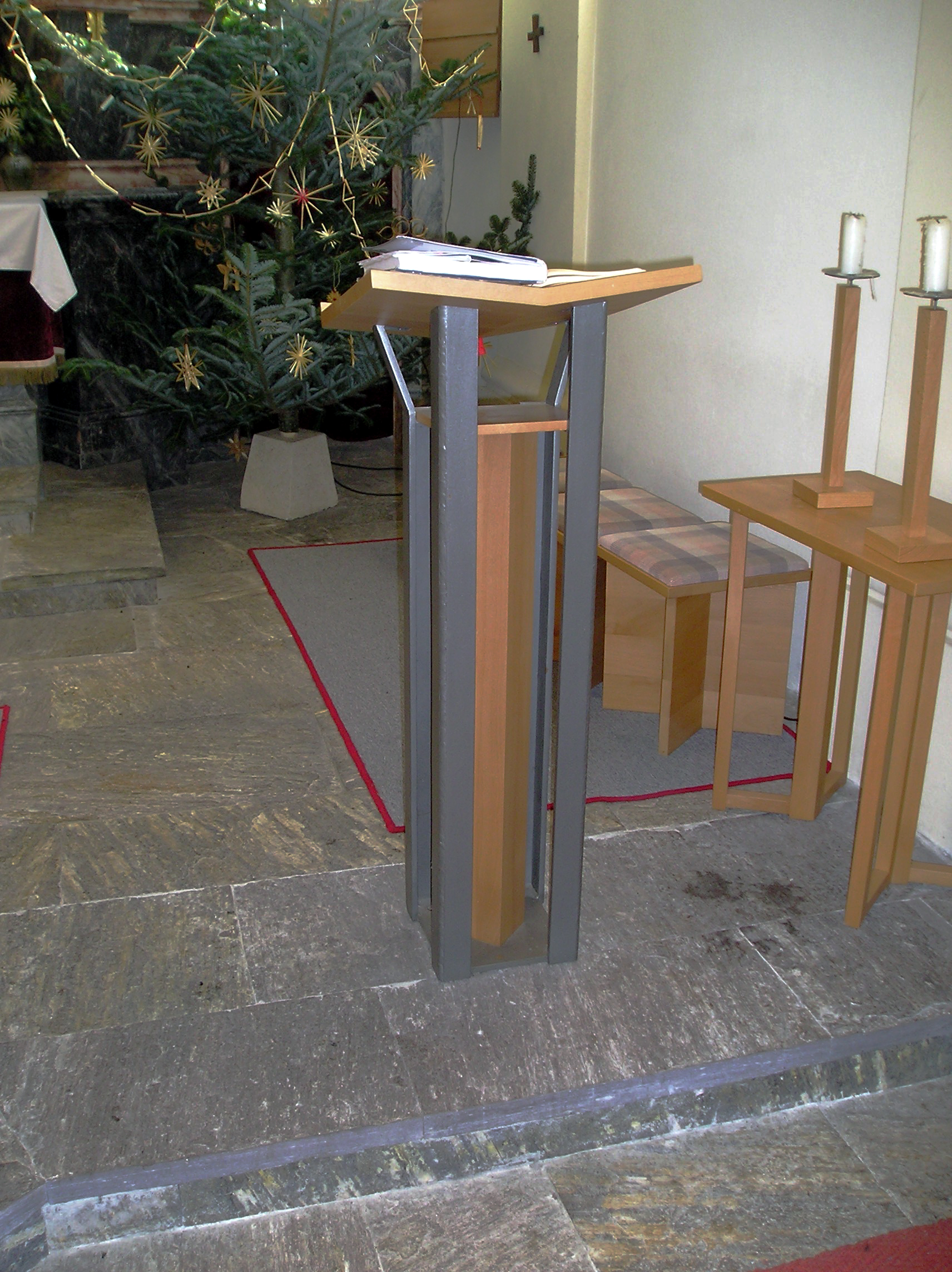
Ambo

Der Hochaltar zeigt eine Darstellung des heiligen Jakobus, darüber die Trinität thronend. Die Evangelienseite des Altares bildet die Statue des hl. Florian. Auf der rechten Seite des Altares ist eine Statue des hl. Rochus.
Im Seitenaltar auf der rechten Seite der Kirche befindet sich eine Statue des hl. Leonhard. Der Seitenaltar auf der Evangelienseite zeigt ein Bildnis der unbefleckten Empfängnis Mariens aus dem Jahr 1657.
Der Taufstein im Turm der Kirche ist der älteste erhaltene der Steiermark und wurde mit einem barocken Aufsatz versehen.
Der Ambo sowie der als runder Holztisch ausgeformte Volksaltar wurden vom Künstler Alois Krammer gestaltet.
Über dem Eingang der Sakristei befindet sich ein Wappen des Stiftes Admont, das die kirchlichen Ursprünge des Gebäudes zeigt.